# Henri-Irénée Marrou
Henri-Irénée Marrou (* 12. November 1904 in Marseille; † 11. April 1977 in Bourg-la-Reine) war ein französischer Historiker mit besonderem Schwerpunkt auf der Geschichte der christlichen Spätantike.

## Leben
Geboren als Sohn katholischer Eltern, wurde Marrou aufgrund seiner hervorragenden Studien an der École normale superieure in Paris aufgenommen und erhielt dort im Jahre 1929 die Lehrbefugnis in Geschichte. Von dort aus wechselte Marrou an die École française de Rome, um dort intensive Forschungen über den heiligen Augustinus von Hippo zu betreiben. Mit Emmanuel Mounier, der ebenfalls über Augustinus forschte, verband ihn auch die Zusammenarbeit an der Zeitschrift Esprit. Marrou unternahm Studienreisen nach Neapel und nach Kairo, bevor er in Nancy und später in Montpellier lehrte. Er schrieb seine Dissertation über den heiligen Augustinus und das Ende der antiken Kultur. Die Doktorwürde erhielt er hierfür im Jahre 1937.
Während des Zweiten Weltkriegs engagierte sich Marrou im Widerstand (Résistance). Von 1945 bis 1976 war er Professor für die Geschichte des Christentums an der Sorbonne in Paris. In dieser Zeit verfasste Marrou seine Hauptwerke.
Marrou war einer der ersten Mitarbeiter der Sammlung „Sources Chrétiennes“, in der Texte der Kirchenväter in der Originalsprache und mit französischer Übersetzung veröffentlicht werden. Er gab außerdem die Reihe Patristica Sorbonensia (1957ff.) heraus, die es allerdings nur auf neun Bände brachte.
Auch politisch engagierte sich Henri Irénée Marrou: Er bezog während des Algerienkrieges öffentlich Stellung und verurteilte die Folterpraxis, wodurch er sich eine Hausdurchsuchung einhandelte. Das zweite vatikanische Konzil fand seine volle Zustimmung, da er neben den Fundamentalisten auch die Marxisten bekämpfte. Die Ereignisse des Mai 1968 erfüllten ihn mit Misstrauen. 1967 wurde er zum Mitglied der Académie des inscriptions et belles-lettres gewählt. Seit 1965 war er korrespondierendes Mitglied der British Academy, seit 1967 auswärtiges Mitglied der Königlich Niederländischen Akademie der Wissenschaften und seit 1968 korrespondierendes Mitglied der Bayerischen Akademie der Wissenschaften.
Sein erstes Buch „Saint Augustin et la fin de la culture antique“ (1938) wurde ins Deutsche und Italienische übersetzt. Marrou untersuchte in diesem Werk Augustins Verhältnis zur antiken Bildung und Wissenschaft. In den Mittelpunkt seiner Studie rückte er Augustins Schrift De doctrina christiana, die er als eine „charte fondamentale de la culture chrétienne“ bezeichnete. Er stellte die These auf, dass sich in De doctrina christiana das Ende der antiken Kultur ankündige. Sein Buch „Histoire de l’education dans l’antiquité“ (1948) wurde ins Englische, Portugiesische, Spanische, Polnische, Deutsche und Italienische übersetzt. Es ist „das klassische Standardwerk zur intellektuellen Bildung in der Zeit der späten Republik“.
Der Historiker André Mandouze (1916–2006) schrieb in seinem Nachruf auf Marrou in der Zeitung Le Monde: „Der Name von Marrou wird immer verbunden sein mit der Entdeckung (oder der Wiederentdeckung) eines weiten Feldes: dem der christlichen Spätantike.“
Seine Tochter Françoise Marrou-Flamant (1931–2015) war Professorin an der Universität Aix-Marseille und machte sich als Übersetzerin aus dem Russischen ins Französische einen Namen. Bedeutende Schüler Henri-Irénée Marrous waren der Stoizismus-Forscher Michel Spanneut und Charles Pietri.

## Schriften
- Fondements d’une culture chrétienne. Bloud & Gay, Paris 1934.
- Saint Augustin et la fin de la culture antique. De Boccard, Paris 1938 (Neuauflage 1949).
  - Deutsche Übersetzung: Augustinus und das Ende der antiken Bildung. Paderborn u. a. 1981, 2. Auflage 1995.
- ΜΟΥΣΙΚΟΣ ANHP. Étude sur les scènes de la vie intellectuelle figurant sur les monuments funéraires romains. Didier & Richard, Grenoble 1938.
- Traité de la musique selon l’esprit de saint Augustin. Le Seuil, Paris 1942.
- unter dem Pseudonym Henri Davenson: Le livre des chansons ou Introduction à la connaissance de la chanson populaire française. S’ensuivent cent-trente-neuf belles chansons anciennes choisies et commentées. Éditions La Baconnière, Neuchâtel 1944 (3. Auflage 1946; Neuausgabe 1958; 4., erweiterte Auflage 1977; 5. Auflage 1982).
- Histoire de l’éducation dans l’Antiquité. Le Seuil, Paris 1948.
  - Deutsche Übersetzung: Geschichte der Erziehung im klassischen Altertum. Freiburg 1957.
- L’ambivalence du temps de l’histoire chez saint Augustin. Vrin, Paris 1950.
- De la connaissance historique. Le Seuil, Paris 1954 (Neuausgabe 1975).
- Saint Augustin et l’augustinisme. Le Seuil, Paris 1955.
  - Deutsche Übersetzung: Augustinus in Selbstzeugnissen und Bilddokumenten. Aus dem Französischen übersetzt von Christine Muthesius. Rowohlt, Reinbek bei Hamburg 1958.
- Les troubadours. Éditions du Seuil, Paris 1961.
- Nouvelle histoire de l’Église. Band 1,2: De la persécution de Dioclétien à la mort de Grégoire le Grand. Le Seuil, Paris 1963 (Neuausgabe 1985).
- Théologie de l’histoire. Le Seuil, Paris 1968 (Neuausgabe 2006).
- Patristique et humanisme. Le Seuil, Paris 1976.
- Décadence romaine ou antiquité tardive? Le Seuil, Paris 1977.
- Christiana tempora. Mélanges d’histoire, d’archéologie, d’épigraphie et de patristique. École française de Rome, Rom 1978.
- Crise de notre temps et réflexion chrétienne (1930–1975). Beauchesne, Paris 1978.
- Carnets posthumes. Herausgegeben von Françoise Marrou-Flamant. Le Cerf, Paris 2006.